# Dunajská brána
Dunajská brána byla součástí městského opevnění staré Bratislavy, kterou v první polovině 15. století nařídil císař Zikmund v důsledku husitského nebezpečí opevnit systémem vysokých násypů a valů. Dunajská brána se nacházela na začátku Dunajské ulice v místech, kde dnes stojí hotel Danubia Gate a maďarské gymnázium. Opevnění jako takové, včetně Dunajské brány bylo zbouráno na příkaz Marie Terezie v roce 1775. V blízkosti Dunajské brány stál městský lazaret, kostel a Hřbitov sv. Josefa. Přibližně před 250 lety se zmiňují i dvě veřejné městské studny. Nedochovaly se žádné obrázky brány, v městském archivu je mapka kde je tato brána vyznačena, a kromě poangličtěného názvu hotelu "Danubia gate" ji už nic nepřipomíná.